# U-18 Junior World Cup 2004
U-18 Junior World Cup 2004 var en ishockeyturnering öppen för manliga ishockeyspelare under 18 år. Turneringen spelades mellan 10 och 15 augusti 2004 i Břeclav och Hodonín, Tjeckien samt i Piešťany, Slovakien. Turneringen slutade med att Kanada erövrade sin tionde guldmedalj, genom att vinna över Tjeckien i finalen med 4-1. Sverige slog USA i bronsfinalen med 3-0.

## Gruppindelning
De åtta deltagande nationerna är indelade i två grupper:
- Grupp A i Břeclav och Hodonín, Tjeckien:  Finland,  Ryssland,  Tjeckien och  USA
- Grupp B i Piešťany, Slovakien:  Kanada,  Schweiz,  Slovakien och  Sverige

### Gruppspel A
| Datum           | Match               | Res.  | Perioder              | Spelort |
| --------------- | ------------------- | ----- | --------------------- | ------- |
| 10 augusti 2004 | USA - Finland       | 3 - 1 | 1-1, 0-0, 2-0         | Hodonín |
| 10 augusti 2004 | Tjeckien - Ryssland | 3 - 1 | 1-1, 0-0, 2-0         | Breclav |
| 11 augusti 2004 | Ryssland - USA      | 2 - 3 | 0-1, 2-1, 0-1         | Breclav |
| 11 augusti 2004 | Tjeckien - Finland  | 4 - 3 | 3-2, 0-1, 0-0, 1-0 sd | Hodonín |
| 12 augusti 2004 | Finland - Ryssland  | 3 - 1 | 1-1, 0-0, 2-0         | Breclav |
| 12 augusti 2004 | Tjeckien - USA      | 3 - 1 | 1-1, 0-0, 2-0         | Hodonín |

| Grupp A  | Matcher | Vunna | Oavgjorda | Förlorade | Mål  | Poäng |
| -------- | ------- | ----- | --------- | --------- | ---- | ----- |
| Tjeckien | 3       | 2     | 1         | 0         | 12-5 | 8     |
| USA      | 3       | 2     | 0         | 1         | 7-8  | 6     |
| Ryssland | 3       | 1     | 0         | 2         | 8-7  | 3     |
| Finland  | 3       | 0     | 1         | 2         | 5-12 | 1     |

### Gruppspel B
| Datum           | Match               | Res.  | Perioder      | Spelort  |
| --------------- | ------------------- | ----- | ------------- | -------- |
| 10 augusti 2004 | Kanada - Schweiz    | 7 - 1 | 3-0, 3-0, 1-1 | Piešťany |
| 10 augusti 2004 | Slovakien - Sverige | 2 - 5 | 1-0, 0-3, 1-2 | Piešťany |
| 11 augusti 2004 | Sverige - Kanada    | 2 - 8 | 1-4, 1-2, 0-2 | Piešťany |
| 11 augusti 2004 | Slovakien - Schweiz | 2 - 0 | 1-0, 1-0, 0-0 | Piešťany |
| 12 augusti 2004 | Schweiz - Sverige   | 1 - 3 | 0-0, 1-1, 0-2 | Piešťany |
| 12 augusti 2004 | Slovakien - Kanada  | 3 - 6 | 0-1, 2-2, 1-3 | Piešťany |

| Grupp B   | Matcher | Vunna | Oavgjorda | Förlorade | Mål   | Poäng |
| --------- | ------- | ----- | --------- | --------- | ----- | ----- |
| Kanada    | 3       | 3     | 0         | 0         | 21-6  | 9     |
| Sverige   | 3       | 2     | 0         | 1         | 10-11 | 6     |
| Slovakien | 3       | 1     | 0         | 2         | 7-11  | 3     |
| Schweiz   | 3       | 0     | 0         | 3         | 2-12  | 0     |

## Finalomgång
| Datum             | Match               | Res.  | Periodres.            | Spelort  |
| ----------------- | ------------------- | ----- | --------------------- | -------- |
| Placeringsmatcher |                     |       |                       |          |
| 14 augusti 2004   | Slovakien - Finland | 2 - 1 | 0-1, 2-0, 0-0         | Piešťany |
| 14 augusti 2004   | Ryssland - Schweiz  | 3 - 2 | 1-1, 0-0, 1-1, 1-0 sd | Hodonín  |
| Semifinal         |                     |       |                       |          |
| 14 augusti 2004   | Kanada - USA        | 4 -0  | 3-0, 0-0, 1-0         | Piešťany |
| 14 augusti 2004   | Tjeckien - Sverige  | 3 - 1 | 2-0, 0-0, 1-1         | Breclav  |
| Bronsmatch        |                     |       |                       |          |
| 15 augusti 2009   | Sverige - USA       | 3 - 0 | 0-0, 2-0, 1-0         | Piešťany |
| Final             |                     |       |                       |          |
| 15 augusti 2009   | Tjeckien - Kanada   | 1 - 4 | 0-1, 0-3, 1-0         | Breclav  |

## Slutställning
| U-18 Junior World Cup 2004 | U-18 Junior World Cup 2004 |
| -------------------------- | -------------------------- |
| Guld                       | Kanada                     |
| Silver                     | Tjeckien                   |
| Brons                      | Sverige                    |
| 4.                         | USA                        |
| 5.                         | Ryssland                   |
| 6.                         | Slovakien                  |
| 7.                         | Finland                    |
| 8.                         | Schweiz                    |